# Ashbourne (Irlandia)
Ashbourne, historycznie nazywane Killeglan lub Kildeglan (irl. Cill Dhéagláin, oznacza Kościół św. Declana) – miasto w Irlandii, w prowincji Leinster, w hrabstwie Meath. Położone jest ok. 20 km na północ od centrum Dublina przy autostradzie M2. W 2016 r. miasto to zamieszkiwało 12 679 osób.

## Historia
Ostatnie wykopaliska archeologiczne w okolicach Ashbourne wykazały dowody na istnienie osadnictwa w czasach neolitu. W trakcie budowy autostrady M2 na północy miasta, w Rath, odkryto pozostałości osady z epoki brązu. Wykopaliska w pobliżu cmentarza Killeglan ujawniły osadę z okresu wczesnego chrześcijaństwa, z ziemiankami, budynkami mieszkalnymi i dużą zabudową skupioną wokół pozostałości kościoła św. Declana, które nadal są widoczne na cmentarzu. Nazwa tej części miasta, Killeglan, oznaczająca kościół św. Declana, jest związana z tą osadą powstałą jeszcze przed przybyciem św. Patryka. Wykopaliska archeologiczne wykonane podczas budowy supermarketu Lidl ujawniły istnienie średniowiecznego miasta, z wieloma pozostałościami domów, pól, systemu pułapek rybnych i młyna.
W czasach najazdu Normanów na Irlandię okoliczną ziemię wraz z tytułem Lorda Meath otrzymał od króla Henryka II Anglonormański magnat Hugh de Lacy za zasługi podczas inwazji wyspy. Po wybudowaniu szeregu warownych małych grodów typu motte i bailey, pozwalających na schronienie przed atakami rdzennej ludności (pozostałości jednego z nich znajdują się w Ratoath – ok. 5 km od Ashbourne) podzielił ziemię pomiędzy swoich żołnierzy.
Killeglan przypadł w 1220 roku rodzinie o nazwisku Wafre. Ostatni członek tej rodziny, Walter Wafre wybudował dom w kształcie warownej wieży, który często nazywano Zamkiem. Wieża ta stała na dzisiejszej Castle Street w pobliżu placu zabaw dla dzieci (Playground). W 1420 roku Zamek i ziemie stały się własnością rodziny Segrave, która pozostała ich właścicielami aż do roku 1649. Pierwszy członek rodziny przybyły do Meath, Richard Sydgrave, był Baronem Skarbu Irlandii w latach 1423-1425. Rodzina ta była jedną z najbardziej wpływowych i bogatych nie-arystokratycznych rodów w Irlandii w XVI wieku, zdobywając wysokie stanowiska polityczne Kanclerza Skarbu, Szeryfa Meath i sędziów Trybunału Skarbu Irlandii. 
Ich siła polityczna i majątek upadły w czasie wojen religijnych 1641–1650. W czasie najazdu Olivera Cromwella, jego syn Henry, przebywał przez pewien czas w Zamku Killeglan. Po ostatecznym ujarzmieniu Irlandczyków przez Cromwella nowym właścicielem terenu został Thomas Carter. Sam jednak nigdy tu nie zamieszkał i zamek popadł w ruinę. Rodzina Carter zajmowała wysokie stanowiska polityczne w Irlandii aż do wieku XIX, kiedy ich wpływy znacznie zmalały. Nieruchomości Carterów zostały sprzedane w 1840 roku, Killeglan zostały kupiony przez Fryderyka Bourne. 
Fryderyk Bourne był bogatym przedsiębiorcą, który zbił fortunę na budowie dróg i transporcie. Przed rokiem 1820 drogi w Irlandii niemal nie istniały. Regulacje rządowe pozwoliły na znaczne wydatki na drogi, a kolejne ulepszenia dróg zapewniły większy popyt na usługi pocztowe i transportowe. Bourne był właścicielem firm transportowych, finansował budowę dróg, uzyskiwał przychody z opłat za przejazd drogami, które sam wybudował. Sfinansował między innymi drogę długości 10 mil irlandzkich z Dublina do Killeglan. Postanowił zbudować małe miasteczko z karczmą, hotelem i małymi firmami, głównie aby zarabiać na turystach. Miasteczko powstało na końcu jego dziesięciomilowej drogi z Dublina, w pobliżu punktu poboru opłat (dzisiejszy Turnpike House), nazwał wioskę od jego ulubionego drzewa jesionu (ang. Ash) i od własnego nazwiska - Bourne. 
Pomysł Bourne’a był wielkim sukcesem. W 1821 roku Ashbourne liczyło 133 mieszkańców, a w roku 1841 już 411. Jednak w połowie XIX rozwój kolei w Irlandii oraz wielki głód spowodowały znaczny spadek dochodów Bourne’a i spadek liczby mieszkańców. Fryderyk Bourne opuścił Ashbourne i Killeglan zostawiając wszystko swojemu synowi, Richardowi, który zbudował tu swój pierwszy dom – dzisiejszy Ashbourne House Hotel przy Frederick Street. Najstarszy syn Richarda, Thomas był ostatnim właścicielem Killeglan i Ashbourne. W 1899 roku opuścił Irlandię i osiedlił się w Northfleet w hrabstwie Kent w Anglii, a wszystkie posiadłości sprzedał dotychczasowym dzierżawcom.

### Gwałtowny rozwój
Ashbourne pozostawało małym miasteczkiem z ok. 400 mieszkańcami aż do roku 1970. Gwałtowny wzrost liczebności mieszkańców Dublina spowodował, że w Ashbourne zaczęły powstawać nowe osiedla mieszkaniowe. Po raz pierwszy w Irlandii powstały tu osiedla budowane na wzór amerykański, z otwartymi planami zamiast tradycyjnych domów z ogrodami ogrodzonymi płotami. Była to nowość na wyspie, która spodobała się nowym nabywcom i przyciągała nowych mieszkańców. Wielkie znaczenie miała również lokalizacja Ashbourne - bliskość Dublina, dublińskiego lotniska oraz dogodna komunikacja. Populacja miasta zaczęła szybko rosnąć, według spisu narodowego w 2008 roku wynosiła już 8,528 osób co stanowiło 34% wzrost w stosunku do poprzedniego spisu w 2002 roku. Spis w roku 2013 pokazał, że populacja wzrosła do 14 000 mieszkańców, co powoduje, że Ashbourne  z małej wioski stało się drugim co do wielkości po Navan miastem w hrabstwie Meath i największym okręgiem wyborczym we Wschodnim Meath, wybierając aż 3 posłów do irlandzkiego parlamentu.
Gwałtowny rozwój miasta spowodował, Ashbourne stało się miastem kosmopolitycznym. Według spisu narodowego z 2006 roku 12% obecnych mieszkańców urodziło się poza Irlandią. Najliczniejsze mniejszości narodowe w Ashbourne to Anglicy, Litwini i Polacy. Mniejszość Polska jest po Navan największą polską mniejszością w hrabstwie.
Gwałtowny wzrost liczby mieszkańców Ashbourne wymusił równie gwałtowny rozwój handlu, usług, małego i wielkiego biznesu.